# Boeing Creek
Boeing Creek je potok v americkém státě Washington. Protéká pouze městem Shoreline, které leží kousek na sever od Seattlu. Jeho délka je zhruba 2,6 km, poté se vyprazdňuje do Pugetova zálivu. Potok je na mnoha místech upraven nebo odkloněn do propustků. Povodí potoka má rozlohu přibližně 29 km² a kromě potoka samotného zahrnuje dva přítoky. Své jméno nese po Williamu Boeingovi, který si na jeho břehu v roce 1913 postavil vilu. Přes časté úpravy a znečištění dešťové vody potok poskytuje útočiště původním živočišným druhům a vytváří lužní les.

## Tok
Původní pramen potoka byl přemístěn do podzemních trubek, ze kterých vytéká pod křižovatkou ulic Greenwood Avenue a Carlyle Hall Road. Dále teče kolem kampusu Shoreline Community College a přes Boeing Creek Park, na jehož západní straně vytváří Skryté jezero. To opouští prostřednictvím propustku pod Innis Arden Way a pokračuje roklí na západ a poté, co podteče pod železnicí mezi Seattlem a Vancouverem, ústí do Pugetova zálivu.
Potok má dva přítoky, z nichž jeden se k němu připojuje ze severu z propustku v Boeing Creek Parku, kam přitéká z potrubí pod 6th Avenue. Druhý přítok přitéká ze čtvrtí Shoreview Hills a The Highlands, odkud teče na sever, než se vlévá do Boeing Creeku pod Skrytým jezerem. 
Dolní tok potoka se nachází mezi čtvrtěmi The Highlands a Innis Arden. The Highlands je exkluzivní uzamčená čtvrť, kterou v roce 1909 postavili bratři Olmstedové. Tato část potoka tedy není přístupná veřejnosti. 
Při vysokých srážkách se v parku do potoka vlévá i voda z trubek pod 175th Street, která nejprve proudí do polderu a poté přes severní přítok potoka do potoka samotného.

### Průtok
V devadesátých letech provozoval okres King šest vodočtů na potoce. Vodočet č. 4, s označením „Boeing Creek u Beach Drive“, se nacházel nejblíže k ústí do zálivu, přibližně na říční míli 0,4, a byl v provozu mezi srpnem 1991 a březnem 1993. Maximální denní průtok byl stanoven na 0,477 m³/s, průměrný průtok na 0,8 m³/s.

## Povodí
Podle Riche Ellisona má povodí potoka rozlohu 30,4 km² a zahrnuje 5,5 kilometru pobřeží Pugetova zálivu. Povodí je téměř celé uvnitř města Shoreline, na severu zasahuje téměř k hranici s okresem Snohomish, zatímco jeho jižní konec se nachází krátce za hranicemi se Seattlem. Na východě sousedí s povodími potoků Lyons Creek, McAleer Creek a Thornton Creek. Podle oficiálních spisů okresu King se ale celé povodí nachází ve městě Shoreline.

## Historie
V roce 1913 si William Boeing, zakladatel společnosti Boeing vyrábějící letadla, nechal postavit ve čtvrti The Highlands, na břehu potoka Boeing Creek, vilu. Až do roku 1921 zde žil sám, pak se ale oženil a založil rodinu. V té době se potoku často říkalo Hidden Creek nebo Hidden Lake Creek (hidden = skrytý) a až později se rozhodlo, že se bude potok jmenovat po tomto slavném rezidentovi. Ve vlastnických papírech na pozemky na břehu potoka, které vlastnil Boeing a Seattle Golf and Country Club, byl potok zapsán jako „nepojmenovaný vodní tok“. Oficiální jméno podle USGS, „Boeing Creek“, bylo zapsáno do databáze geografických názvů až roku 1979. Boeing vlastnil velkou část dolního toku potoka, včetně pozemků, kde se nyní nachází parky Boeing Creek Park a Shoreview Park. Pozemky využíval především k lovu a na potoce si postavil malou přehradu, kterou vytvořil Skryté jezero, jenž využíval k rybolovu. Ve třicátých letech Boeing vykácel a vyznačil 1,6 km² pozemku severně od potoka a prodal půdu podnikatelům. Po 2. světové válce na těchto místech vyrostla čtvrť Innis Arden. Půda dnešního Boeing Creek Parku byla částečně vykácena a byly ponechány pouze některé velké jehličnany, některé vyšší než 61 metrů. Dodnes je nejasné, proč byla tato půda vykácena pouze částečně, pravděpodobně kvůli svahovitému charakteru pozemku, čímž cena vyrostla příliš vysoko.
Velká část horního toku potoka, nad Skrytým jezerem, se nachází v Boeing Creek Parku, který je severní částí Shoreview Parku. Tyto parky spravuje město Shoreline a dohromady mají rozlohu 360 000 m². Půda, na které se nyní rozkládá Shoreview Park, patřila také Boeingovi, který ji ale převedl do vlastnictví školního obvodu Shoreline. V polovině 70. let byla půda jižně od jezera vymýcena a připravena ke stavbě střední školy Shoreview High School, která ale nakonec kvůli nedostatku dotací nebyla postavena. Místo ní půdu brzy pokryly invazivní rostliny janovec metlatý a ostružiník sladkoplodý. V roce 1977 se okres King rozhodl tuto půdu od školního obvodu zakoupit a založit zde Shoreview Park. V roce 1997 převzalo kontrolu nad oběma parky město Shoreline. V parcích se nachází turistické stezky, které nabízí přístup ke střednímu toku potoka. Několik z těchto stezek je oficiálních a spravovaných, včetně té, která vede po břehu potoka ke Skrytému jezeru. Také je zde hodně vyšlapaných cestiček, které často stoupají do strmých a nestabilních svahů, čímž zvyšují erozi a přispívají dalšímu znehodnocení potoka. Dolní tok potoka, pod Skrytým jezerem, není veřejnosti přístupen. Čtvrť Innis Arden zde ale pro své obyvatele spravuje stezku, která spojuje Skryté jezero s ústím potoka do zálivu.

## Geologie
Povodí Boeing Creeku dominují písky, štěrky a silty z poslední doby ledové. Jejich částečky vytvářejí subglaciální tilly nebo sandury.

## Přírodní historie

### Ryby
Mezi lososovité ryby nacházející se v potoku patří losos čavyča, losos keta, losos kisuč a losos Clarkův. Studie z roku 1994 našla lososy kisuče na dolním toku potoka a lososy Clarkovy ve většině potoka. Od roku 2000 je stav lososů sledován na říční míli 0,1, kde bylo roku 2003 spatřeno až 160 lososů keta a o dva roky dříve 89 lososů kisuč. V roce 2000 byly spatřeny dva lososi čavyča.
Rybí populace v potok zadržují dvě přehrady zadržující dešťovou vodu. Jedna přehrada se nachází přímo na hlavním rameni potoka, druhá je položena mimo ně v Boeing Creek Parku. Zdejší ekologii ovlivňují tři další struktury, a to Skryté jezero se svou přehradou, umělý, kolem dvou a půl metru vysoký vodopád nacházející se po proudu od Innis Arden Way a kovová přehrada s pumpou, která se nachází 200 metrů po proudu od Innis Arden Way a poskytuje zdejšímu golfovému hřišti zavlažovací vodu. Žádná z těchto přehrad nemá rybí přechody, čímž se výskyt anadromních ryb limituje na dolní třetinu toku.

### Vegetace
Lužní les na břehu potoka v Boeing Creek Parku je nedotčený původní ekosystém, většinou bez invazivních druhů. Nachází se zde mnoho starých jehličnanů, které nebyly pokáceny, jako zhruba 60metrové douglasky a borovice pohorské. Na březích potoka jsou obvyklými rostlinami Rubus spectabilis a původní Polystichum munitum a kopřiva dvoudomá. Mezi invazivní druhy, které se vyskytují pouze ojediněle, patří janovec metlatý, ostružiník sladkoplodý, břečťan popínavý a kakost smrdutý. 

## Modifikace
Mezi první úpravy povodí potoka patřilo vykácení stromů, konstrukce Skrytého jezera a kovové přehrady pro zdejší golfové hřiště, později bylo změněno i ústí potoka, které překračuje železnice společnosti BNSF Railway, vedoucí po okraji Pugetova zálivu.
V šedesátých letech minulého století bylo na křižovatce Aurora Avenue a 160th Street postaveno obchodní centrum Sears, které přikrylo pramen potoka. Další stavby na tomto místě přemístily zhruba 3 kilometry horního toku potoka do trubek, které se nachází většinou pod soukromými pozemky. Na úseku se nachází 120metrový úsek potoka, který teče mimo potrubí, v Darnell Parku. Nedostatek detenčních nádrží a malé trubky v blízkosti parku ale často způsobují menší záplavy, které vysílají po proudu potoka erozivní proudy. Město plánuje boj s erozí prostřednictvím nové detenční nádrže, která potrubí nahradí.
Povodí potoka bylo hustě urbanizováno po druhé světové válce, kdy byl změněn průtok a přítok vody v potoce. Při deštivém počasí se do potoka dostávalo více deštivé vody, což způsobilo intenzivnější erozi a proudy usazenin, které v 70. letech kompletně zanesly Skryté jezero a přeměnily jej v louku. To přinutilo okresní orgány ke snaze o kontrolu přítoku srážkové vody do potoka a v roce 1996 bylo jezero opět vybagrováno. V lednu následujícího roku ale zimní bouře vytvořila závrt, který roztrhl kanalizaci pod 175th Street, takže bylo jezero opět zaneseno. Jezero bylo později znovu obnoveno a město Shoreline nyní sbírá dotace na údržbu jezera a hledá dlouhodobé řešení kontroly usazenin a eroze.
V Boeing Creek Parku se nachází okresem vybudovaní systém na kontrolu srážkové vody. Nachází se zde veliký polder, který snižuje riziko záplav. Z polderu odchází voda do podzemní trubky, která má kapacitu až 500 tisíc galonů odpadní vody a nachází se pod ním. Trubka je kolem 200 metrů dlouhá a její průřez činí 3,7 metru. Okresní technické služby ji dokončily v roce 2007 a jejím hlavním účelem je, aby se nedostávala nadbytečná voda do Pugetova zálivu. Voda je trubkou dopravena k pumpě na břehu Skrytého jezera, která byla v roce 2009 nahrazena novější konstrukcí. Podobný projektem souvisejícím s odpadní vodou je nahrazení hlavní odpadní linky Boeing Creeku, jejíž kapacita je nedostatečná a rovněž už nepatří mezi nejmladší. Při velkých bouřích se často stávalo, že voda vytékala z poklopů až do zálivu. Všechny tyto projekty byly zahrnuty pod velkým projektem k nahrazení pumpy u Skrytého jezera a celkového kanalizačního systému pod parkem, jehož realizace začala roku 2006. Polderová trubka byla dokončena roku 2007, o rok později byla dokončena hlavní kanalizační tepna a v roce 2009 také pumpa. Všechny tyto projekty se nacházely ve veliké blízkosti potoka, přestože hlavní kanalizační tepna se odchyluje na sever mimo povodí toku. Město Shoreline plánuje další vylepšení kontroly srážkové vody ke snížení rizika záplav a zlepšení hydrologie potoka. V roce 2009 začala stavba jezírka Pan Terra Pond a další vylepšení pumpy.